# 香川県薬剤師会
一般社団法人香川県薬剤師会（いっぱんしゃだんほうじんかがわけんやくざいしかい、英称: Kagawa Pharmaceutical Association）は、香川県の薬剤師を会員とする法人。

## 本部所在地
〒760-0006 香川県高松市亀岡町9番20号

## 郡市薬剤師会
- 高松市薬剤師会
- 丸亀市薬剤師会
- 坂出市薬剤師会
- 大川地区薬剤師会
- 小豆郡薬剤師会
- 綾歌地区薬剤師会
- 善通寺・仲多度支部
- 観音寺・三豊薬剤師会